# ري إيتو
ري إيتو (باليابانية: 江藤理恵؛ بالكانا: えとう りえ) هي لاعبة كرة الريشة يابانية، ولدت في 26 فبراير 1988 في أويتا في اليابان.

## وصلات خارجية
- ري إيتو على موقع BWF.tournamentsoftware.com (الإنجليزية)
- ري إيتو على موقع BWFbadminton.com (الإنجليزية)